# Assemblée des Îles Vierges britanniques
Ne doit pas être confondu avec la législature des Îles Vierges qui concerne le territoire américain des Îles Vierges des États-Unis
5e législature
Richard C. Stoutt Building
L'Assemblée des Îles Vierges britanniques (en anglais : House of Assembly of the Virgin Islands) est le parlement monocaméral des Îles Vierges britanniques, un territoire d'outre-mer du Royaume-Uni. Elle compte actuellement quinze membres. Jusqu'en 2007, l'assemblée portait le nom de Conseil législatif (en anglais : Legislative Council).

## Système électoral
L'assemblée est composée d'un maximum de quinze membres, dont treize élus pour quatre ans au suffrage universel direct et deux membres dits ex officio. Neuf des membres élus le sont au scrutin uninominal majoritaire à un tour dans autant de circonscriptions électorales tandis que les quatre membres restants sont élus au scrutin majoritaire plurinominal dans une circonscription couvrant l'ensemble du territoire. Enfin, le procureur général ainsi que le Président (Speaker) de l'assemblée, s'ils ne sont pas déjà députés, sont membres de droit.
Chaque électeur est doté d'une voix pour un candidat de sa circonscription ainsi que de quatre autres à répartir à des candidats de la circonscription territoriale unique, à raison d'une voix par candidat. Dans les deux cas, le ou les candidats ayant reçu de plus de voix sont élus à hauteur du nombre de sièges à pourvoir.